# Physodera
Physodera is een geslacht van kevers uit de familie van de loopkevers (Carabidae). De wetenschappelijke naam van het geslacht is voor het eerst geldig gepubliceerd in 1829 door Eschscholtz.

## Soorten
Het geslacht Physodera omvat de volgende soorten:
- Physodera amplicollis van de Poll, 1889[2]
- Physodera bacchusi Darlington, 1971
- Physodera bifenestrata Heller, 1923
- Physodera bousqueti Mateu, 1990
- Physodera chalceres Andrewes, 1930[3]
- Physodera cupreomicans (Oberthur, 1883)
- Physodera cyanipennis van de Poll, 1889[2]
- Physodera dejeani Eschscholtz, 1829
- Physodera diglena Andrewes, 1930[4]
- Physodera eburata Heller, 1923
- Physodera eschscholtzii Parry, 1849
- Physodera noctiluca Mohnike, 1875
- Physodera parvicollis van de Poll, 1889[2]